# Helsingborgs Varfs AB
Helsingborgs Varfs AB var ett skeppsvarv i Helsingborg, grundat 1866.
Initiativtagaren till det nya företaget, handelsmannen Carl Henkel, hade lyckats övertala ytterligare tre borgare i Helsingborg, skeppsredaren Petter Månsson, sjökaptenen C.J. Hulthén och handlanden N.P. Nyborg att engagera sig i projektet. Dessa fyra satsade tillsammans 10 000 riksdaler i projektet, vilket för sin tid var en högst ansenlig summa. Investerarna ansökte sedan hos Hamndirektionen att få arrendera mark vid södra delen av den dåvarande hamnen och direktionen godkände ett arrendeavtal på 20 år för marken. Detta område låg ungefär där Hotel Marina Plaza nu står. Det nybildade Warfsbolaget kunde den 18 oktober 1867 leverera sitt första fartyg, en skonert, Santos, som kom att trafikera en rutt till Brasilien. Ett annat uppdrag var ombyggnaden av fartyget Rudolf Tornerhjelm till ångdrift 1870 och 1873 sjösattes bolagets första nyproducerade ångbåtar, S/S Svea och S/S Nore, som båda var byggda i trä.
År 1879 stod Södra hamnen klar strax söder om den gamla hamnen. I samband med bygget hade en ny torrdocka anlagts och samma år flyttade varvet sin verksamhet dit. Det första fartyget som byggdes i den nya dockan var Vera, som sjösattes 1884. År 1893 byggdes varvets första fartyg i stål, skonerten Arla, och därefter tillverkades endast stålfartyg på varvet. Det sista träfartyget blev Vanja, som färdigställdes året innan. Bland de fartyg som producerad kan nämnas kungliga Lotsverkets ångbåt S/S Orion, som sjösattes 1929 sjösattes och kom att brukas i över femtio år.  Sedan 1987 är fartyget museiskepp och ligger förtöjt vid Skeppsholmsbron i Stockholm. Under 1900-talets första hälft växte Helsingborgs Varfs AB till att bli en av stadens största arbetsplatser. År 1965 blev varvet en del av Kockumsgruppen. När varvskrisen drog in över Sverige under 1970- och 80-talen, drogs Helsingborgs Varfs AB med i nedgången. Det sista nybyggda fartyget att gå av stapeln vid varvet kom att bli tankern M/S Olau Leif redan 1966. Efter detta bestod verksamheten mest i ombyggnader. År 1984 såldes företaget till Cityvarvet i Göteborg. Detta sålde i sin tur varvet vidare 1990 och 1991 gick Helsingborgs Varfs AB i konkurs. I och med konkursen hade hamnstaden Helsingborg för första gången på 125 år inget eget skeppsvarv. Det stora arkivet efter Helsingborgs Varfs AB har emellertid räddats för eftervärlden och finns numera förvarat på Skånes Näringslivsarkiv.